# Divine Design
Albums de Jeru the Damaja
Heroz4Hire
(1999) Still Rising
(2007)
Singles
1. War
Sortie : 12 août 2003
2. Rap Wars
Sortie : 7 septembre 2004
3. Rasta Powers
Sortie : 2004

Divine Design est le quatrième album studio de Jeru the Damaja, sorti le 23 septembre 2003.

## Liste des titres
| No  | Titre           | Auteur              | Contient un (des) sample(s) de              | Durée |
| --- | --------------- | ------------------- | ------------------------------------------- | ----- |
| 1.  | Intro           | Kendrick Jeru Davis |                                             | 0:33  |
| 2.  | Logical         | Davis               | You Don't Have to Change de Kool & The Gang | 3:26  |
| 3.  | True Skillz     | Davis, Luis Tineo   |                                             | 3:17  |
| 4.  | Murda 1         | Davis               |                                             | 3:13  |
| 5.  | Baby Rappa      | Davis               |                                             | 1:09  |
| 6.  | Da Game         | Davis               |                                             | 3:24  |
| 7.  | War             | Davis               |                                             | 2:41  |
| 8.  | Praise the Lord | Davis, Tineo        |                                             | 2:47  |
| 9.  | Rasta Powers    | Davis               |                                             | 2:54  |
| 10. | Zilch the Pimp  | Davis               |                                             | 2:35  |
| 11. | Queens          | Davis               |                                             | 3:52  |
| 12. | Dirty           | Davis               |                                             | 3:56  |
| 13. | Rap Wars        | Davis, Tineo        |                                             | 2:21  |
| 14. | Rize            | Davis               |                                             | 1:44  |
| 15. | Whatyagonnado   | Davis               |                                             | 3:33  |
| 16. | Divine Design   | Davis               |                                             | 3:50  |